# Anse Mabouya
L'Anse Mabouya est une plage située à Trois Rivières sur la commune de Sainte-Luce en Martinique.

## Accès
La plage est accessible à partir du hameau du Désert, et par le sentier côtier qui longe la plage de l'anse Corps de Garde.

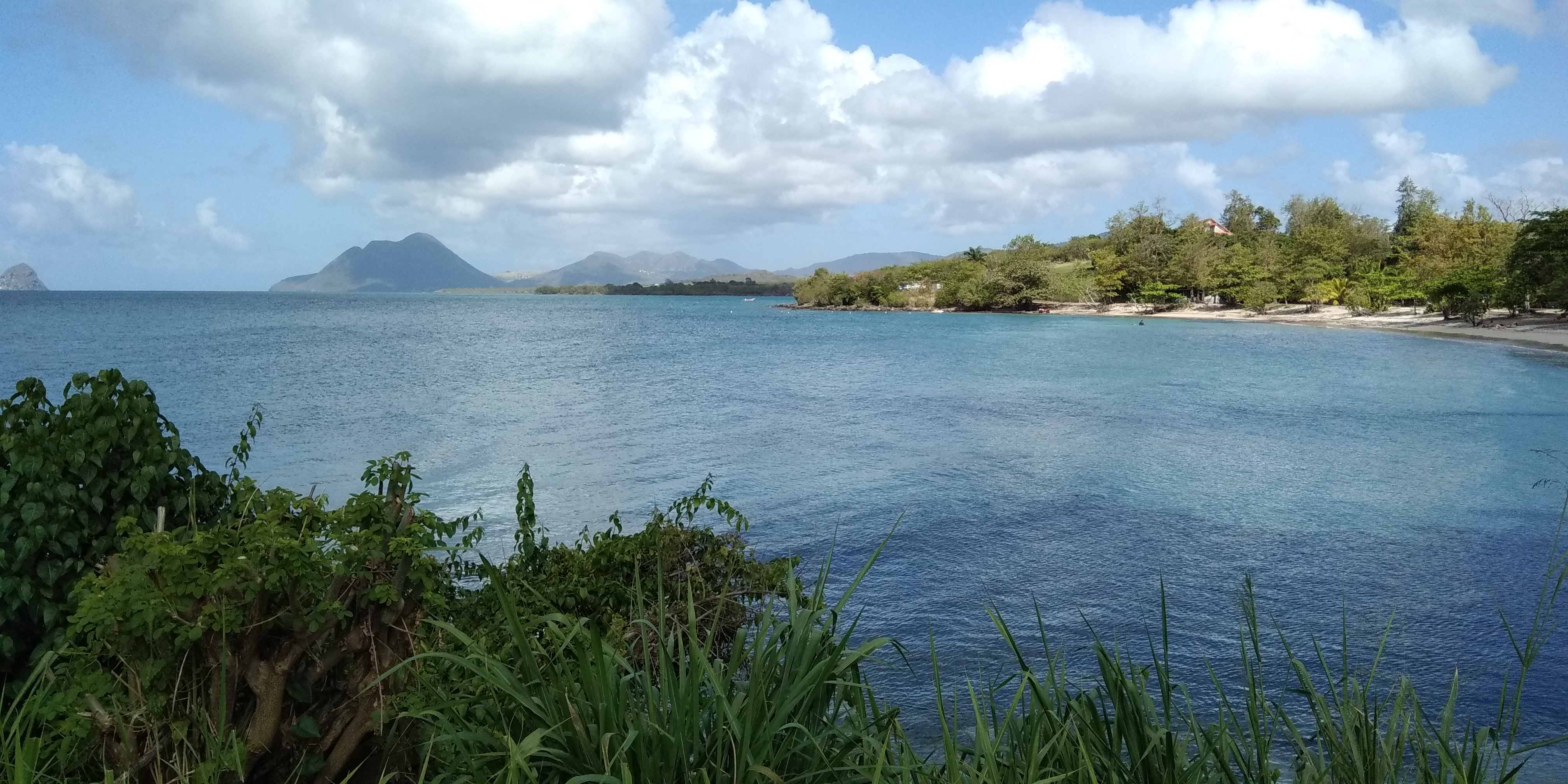
Vue sur le morne Larcher, depuis le sentier côtier au niveau du hameau Le Désert
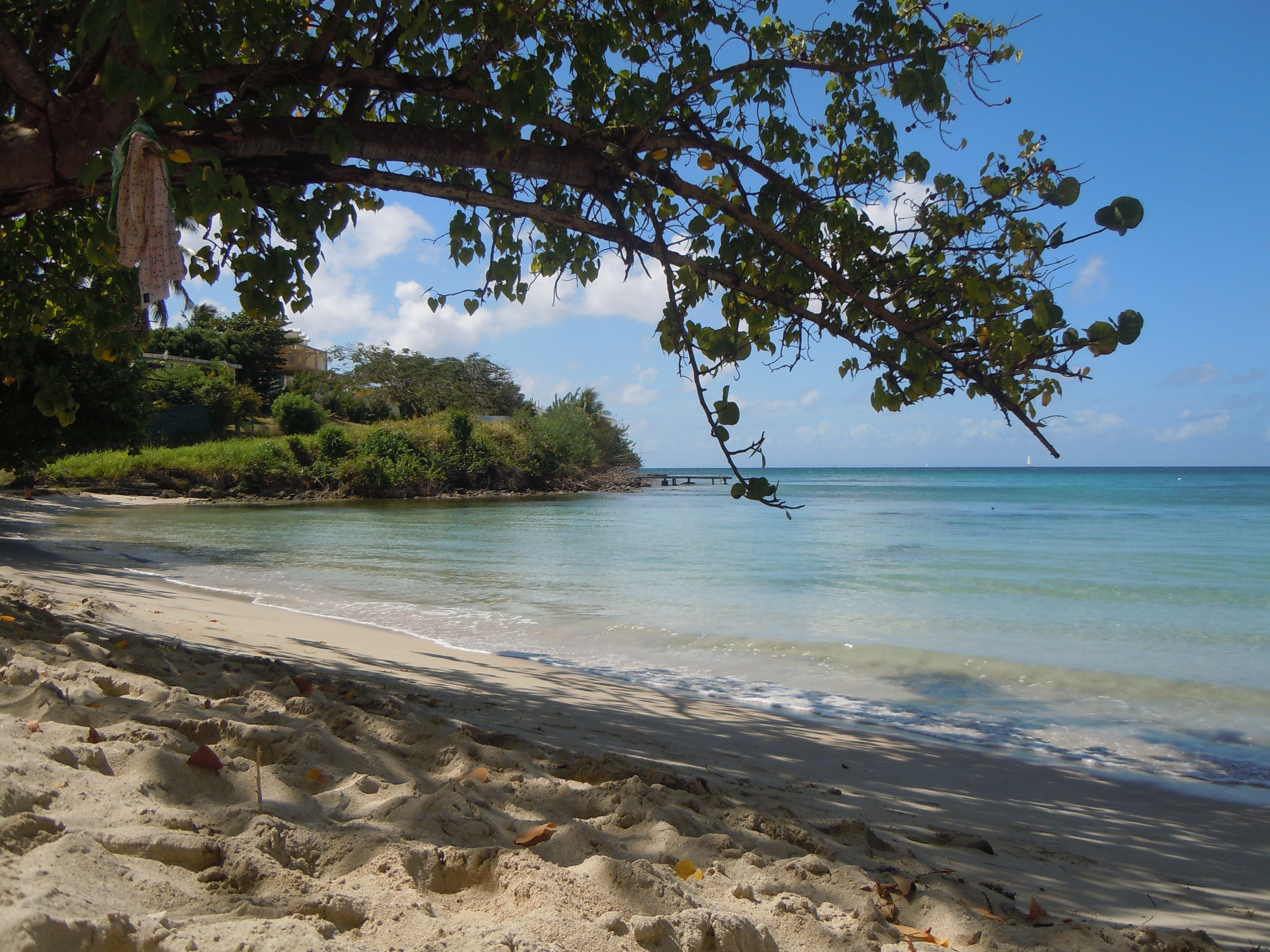
Vue de la plage en direction du hameau du Désert.